# Sedum maireanum
Sedum maireanum är en fetbladsväxtart som beskrevs av fader Sennen. Sedum maireanum ingår i Fetknoppssläktet som ingår i familjen fetbladsväxter. Inga underarter finns listade i Catalogue of Life.